# Ивана Александровић
Ивана Александровић, позната и као Ivee (Ајви) је српска музичарка, ди-џеј, музичка продуценткиња и гласовна глумица. Живи и ради у Београду.

## Биографија
Рођена је 1984. године. Почела је да свира виолину са 6 година у специјализованој школи за музичке таленте. Касније се окренула електронској форми музике. Завршила је мастер на студијама виолине и радила као промотерка за букинг агенцију у Србији и музику за клуб академију која организује техно журке. Била је активна и у српским етно-ансамблима као певачица и наступала је са модерним групама. Када је електронска музика закорачила на српску музичку сцену, одлучила је да започне сопствени пројекат. Године 1997, почела је са својим првим продукцијама електронског звука, које су имале елементе брејк-бита и амбијента. Ускоро је направила и неке тренс миксове. Њене песме почеле су да се пуштају на модним ревијама, радију и ТВ-у. У периоду од 2002. до 2010. године, издала је више ЕП-ова и синглова у сарадњи са разним именима са светске техно сцене. Током 2006. године носила је свој звук у многе земље ЕУ и добила одличне повратне информације. Запослена је и у студију Лаудворкс (тренутно Облакодер), где је синхронизовала цртане филмове за канале Ултра и Мини Ултра, као и за Дизни на РТС-у. Такође је била и редитељ дијалога, сниматељ и миксер звука у синхронизацијама.

## Дискографија

### ЕП-ови
- (2002)
- (2005)
- (2006)
- (2007)
- (2009)
- (2010)

### Синглови
- (2007)
- (2009)
- (2009)

### Ди-џеј миксови
- [са ] (2007)

## Улоге у синхронизацијама
| Година     | Наслов                                            | Улога                                                            |
| ---------- | ------------------------------------------------- | ---------------------------------------------------------------- |
| 2008-2013. | Пепа Прасе (С2-4, Лаудворкс)                      | Емили Слоница, Дени Пас, Тетка Прасе                             |
| 2008.      | Роли Мо                                           | Мала Бо (певање) (неке епизоде)                                  |
| 2008.      | Код Лиоко                                         | уводна шпица                                                     |
| 2009.      | Аладин                                            | девојке из харема                                                |
| 2009.      | Анђела Анаконда                                   | Анђелина мама, Џозефин, Џени                                     |
| 2009-2012. | Бакуган                                           | Тигрера, Џулс итд.                                               |
| 2009.      | Мулан                                             | додатни гласови                                                  |
| 2009.      | Мулан 2                                           | Су                                                               |
| 2009.      | Поко                                              | Солиста                                                          |
| 2010.      | Покемон (С7)                                      | додатни гласови                                                  |
| 2010.      | Кућа у прерији                                    | Оли, прасе #3                                                    |
| 2010.      | Моји пријатељи Тигар и Пу                         | Солисткиња „Мисли, мисли, мисли“                                 |
| 2010.      | Прича о играчкама 2                               | додатни гласови                                                  |
| 2010.      | Прича о играчкама 3                               | додатни гласови                                                  |
| 2010.      | Покемон хероји: Латиос и Латиас                   | Окли                                                             |
| 2010-2011. | Потрага за Делтором                               | Чаробница Теган, Прим, Нерида, Глатон итд.                       |
| 2010-2011. | Сирене                                            | Хипо, Ерил, Никол, Микару Амаги                                  |
| 2010-2013. | Наруто (С3-4)                                     | Хината Хјуга, Шизуне, Тонтон; Кохару Утатане итд. (Е53-104)      |
| 2010.      | Пинки и Перки шоу                                 | Кеј Ти, Барбара Хана итд.                                        |
| 2010.      | Мајстор Мени                                      |                                                                  |
| 2011.      | Лењи град (Лаудворкс)                             | Трикси                                                           |
| 2011.      | Змајева Кугла З                                   | Чауцу                                                            |
| 2011.      | Плави змај                                        | Делфинијум итд.                                                  |
| 2011-2014. | Беново и Холино мало краљевство                   | Краљица Невен, Јагодица, Малиница, Веца Вештица, госпођа Колачић |
| 2011-2014. | Џони Тест (С1-3)                                  | Сузана Тест                                                      |
| 2011.      | Шиљин филм                                        | Стејси, Лиса, Лестерова насмејана девојчица                      |
| 2011.      | Анђеоски пријатељи                                | Џенифер                                                          |
| 2012.      | Миа и ја (С1)                                     | Виолета                                                          |
| 2012.      | Алиса у земљи чуда                                | Љиљана, Жута лала                                                |
| 2012.      | Вулверин и Икс-мен                                | Ванда Максимоф                                                   |
| 2012.      | Дивљина                                           | Беба нилски коњ, Коала играчка                                   |
| 2013.      | Мој мали пони: Пријатељство је магија (Лаудворкс) | Тихана (певање), солиста                                         |
| 2013.      | Мућкалица                                         | додатни гласови                                                  |
| 2013.      | Мар                                               | Бел, Дијана, Мерило                                              |
| 2014-2015. | Смешарики: Пин код                                | Њуша (С1Е24-52), додатни гласови                                 |
| 2014.      | Извештај из џунгле                                | Патриша                                                          |
| 2014.      | Лего пријатељи (Лаудворкс)                        | Лејси                                                            |
| 2023.      | Нинџа корњаче: Хаос                               | додатни гласови                                                  |